# استیک

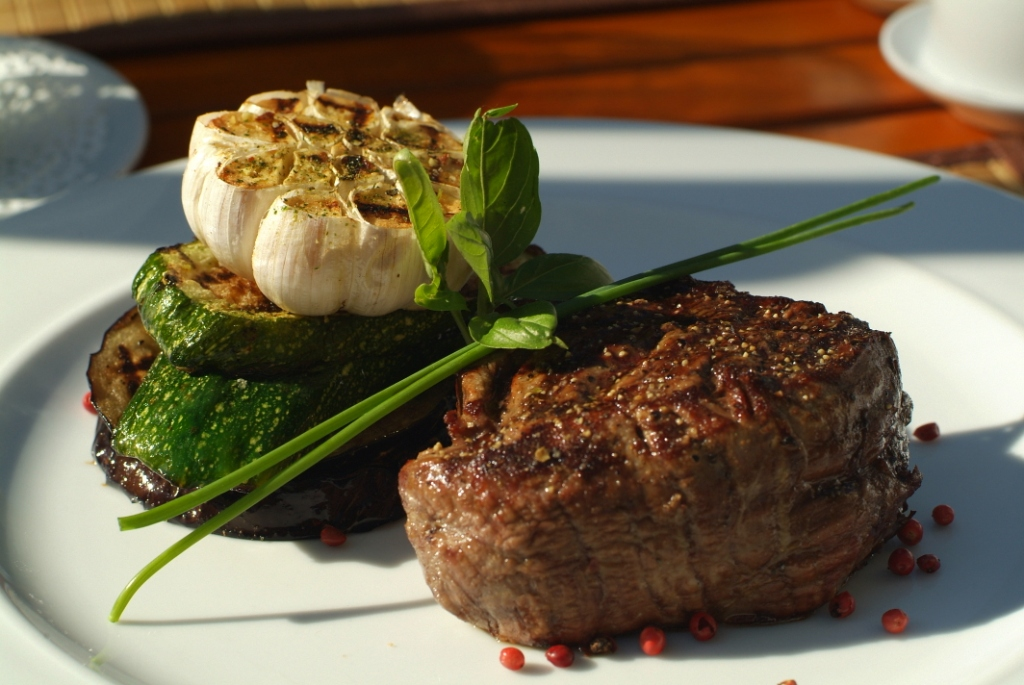
استیک

استیک (به انگلیسی: Steak)، به قسمتی از گوشت راسته گاو گفته می‌شود که دارای رگه‌هایی از چربی است. این گوشت را یا بر روی آتش کباب می‌کنند یا در روغن سرخ می‌نمایند. استیک را معمولاً در کنار سیب‌زمینی و انواع سبزیجات پخته‌شده و سالاد سزار صرف می‌کنند. این غذا از لحاظ طعم شبیه کباب برگ و کباب چنجه می‌باشد و در کشورهای مختلف نیم‌کره شمالی به سبک‌های متفاوت و متنوع پخته می‌شود.و در کشور های اروپایی و امریکا غذای اصلی صرف میشود.
بر باور بسیاری، نوشیدن شراب قرمز در هنگام خوردن استیک «احساسی عالی» در پی دارد.